# Micropoda bigyrus
Espèce
Micropoda bigyrus est une espèce d'araignées aranéomorphes de la famille des Sparassidae.

## Distribution
Cette espèce est endémique de Nouvelle-Bretagne en Papouasie-Nouvelle-Guinée. Elle se rencontre vers Rabaul.

## Description
La femelle holotype mesure 4,2 mm.

## Systématique et taxinomie
Cette espèce a été décrite par Hu, Chen et Liu en 2025.

## Publication originale
- Hu, Chen & Liu, 2025 : « New species of the monotypic genera Martensikara and Micropoda (Araneae: Sparassidae: Heteropodinae). » Acta Arachnologica Sinica, vol. 34, no 1, p. 7-13.